# Vanilla Sky
Vanilla Sky – amerykański thriller z 2001 roku w reżyserii Camerona Crowe’a. Remake hiszpańskiego filmu Otwórz oczy (1997) Alejandro Amenábara. Zdjęcia do filmu realizowane były między 6 listopada 2000 a 19 marca 2001 roku w Nowym Jorku i Los Angeles.

## Fabuła
David Aames to bogaty kobieciarz i utracjusz. Jego dziewczyną jest Julianna. Pewnego dnia na przyjęciu poznaje tajemniczą Sofię, w której zakochuje się. Zakochana w nim Julie z zazdrości powoduje wypadek, w którym sama ginie, a David wychodzi co prawda żywy, ale z poważnymi obrażeniami twarzy. Zaczyna leczyć się u psychiatry Curtisa McCabe’a. Z czasem dowiaduje się trudnej prawdy o sobie.

## Obsada
- Tom Cruise jako David Aames
- Penélope Cruz jako Sofia Serrano
- Cameron Diaz jako Julianna „Julie” Gianni
- Kurt Russell jako dr Curtis McCabe
- Jason Lee jako Brian Shelby
- Jennifer Aspen
- Johnny Galecki jako Peter Brown
- Andrei Sterling
- Noah Taylor jako Edmund Ventura
- Timothy Spall jako Thomas Tipp
- Tilda Swinton jako Rebecca Dearborn
- Michael Shannon jako Aaron
- Shalom Harlow jako Colleen
- Oona Hart jako Lynette

## Ścieżka muzyczna
1. „All the Right Friends”, R.E.M. – 2:46
2. „Everything in Its Right Place”, Radiohead – 4:09
3. „Vanilla Sky”, Paul McCartney – 2:46
4. „Solsbury Hill”, Peter Gabriel – 4:23
5. „I Fall Apart”, Julianna Gianni – 3:52
6. „Porpoise Song (Theme From 'Head')”, The Monkees – 2:52
7. „Mondo '77", Looper – 4:53
8. „Have You Forgotten”, Red House Painters – 5:28
9. „Directions”, Josh Rouse – 3:24
10. „Afrika Shox”, Leftfield – 3:44
11. „Svefn-g-englar”, Sigur Rós – 9:15
12. „Last Goodbye”, Jeff Buckley – 4:33
13. „Can We Still Be Friends”, Todd Rundgren – 3:34
14. „4th Time Around”, Bob Dylan – 4:35
15. „Elevator Beat”, Nancy Wilson – 2:44
16. „Sweetness Follows”, R.E.M. – 4:19
17. „Where Do I Begin”, The Chemical Brothers – 6:29